# ایگنسباخ
ایگنسباخ (به آلمانی: Iggensbach) یک شهر در آلمان است که در دگندورف واقع شده‌است.

## خصوصیات
ایگنسباخ ۱۹٫۰۸ کیلومترمربع مساحت دارد ۳۸۲ متر بالاتر از سطح دریا واقع شده‌است.